# David Stivel
David Stivelberg (Buenos Aires, 6 de octubre de 1930 - Bogotá, 20 de septiembre de 1992) fue un escritor, productor y director de cine y televisión en Argentina y Colombia.

## Biografía
Nació el 6 de octubre de 1930 en Buenos Aires, Argentina, comenzó como actor dedicándose luego a la dirección teatral y televisiva a partir de 1959 convirtiéndose en uno de los más admirados directores televisivos de la década en la televisión argentina.
Se inició en el teatro independiente donde dirigía el llamado Grupo de los Cuatro integrado por los actores Olga Berg, Luis Medina Castro, Norma Aleandro y Juan Carlos Galván e ingresó en el teatro profesional en 1957 con la puesta de la obra El zoo de cristal de Tennessee Williams en el Teatro Ateneo de la ciudad de Buenos Aires.
En 1965 se casó con la actriz Bárbara Mujica de quien se separó en 1976. También estuvo relacionado con la actriz Zulema Katz con quien tuvo un hijo, el músico y productor Alejo Stivel.
Debutó como director de televisión en 1959 en Canal 7 con el programa Historia de jóvenes que fue galardonado con el Premio Martín Fierro de 1959 a la mejor telenovela. La serie Cosa juzgada del grupo Gente de Teatro, que capitaneaba Stivel, fue uno de los programas claves de la televisión argentina de esos años, el grupo integrado por Bárbara Mujica, Norma Aleandro, Marilina Ross, Carlos Carella, Federico Luppi, Emilio Alfaro y Juan Carlos Gené recibió premios y altos ratings de audiencia.
En 1970 dirigió su único largometraje Los herederos, cuyo guion escribió junto a Norma Aleandro y que fue presentado en el Festival de Berlín. En 1973 dirigió la puesta en escena en el Teatro Regina de Buenos Aires de la obra Los japoneses no esperan con la interpretación de Víctor Laplace, Bárbara Mujica y Soledad Silveyra.
En 1975 fue amenazado de muerte por la Alianza Anticomunista Argentina y emigró a Colombia en donde trabajó intensamente en televisión y en teatro musical.
Allí, en diciembre de 1978, se casó con la presentadora y periodista radial Virginia Vallejo, de quien se separó en 1981.
Durante esta época dirigió cuatro programas semanales de televisión, entre ellos Cita con Pacheco, Compre la Orquesta, y ¡Cuidado con las Mujeres!.
En 1981 recibió el Premio Konex de Platino al Mejor Director de TV de la Argentina.
La pareja se separó en 1981 pero, según narra Vallejo en su libro Amando a Pablo, odiando a Escobar, Stivel se negó a firmarle el divorcio; sólo lo hizo en 1983, por presión de Pablo Escobar, amante de la periodista.
Más tarde contrajo matrimonio con la actriz María Cecilia Botero con quien tuvo un hijo, Mateo.
Aunque en 1983 trató de regresar a Argentina, los lazos con Colombia eran muy fuertes y regresó para seguir trabajando en ese país hasta la fecha de su muerte, ocurrida el 20 de septiembre de 1992 en Bogotá a causa de un cáncer.

## Televisión
- Música, maestro (1990)
- ¡Quieta, Margarita! (1988)
- Caballo viejo (1988)
- La Memoria (1985)
- Los Gringos (1984)
- El hombre de negro (1982)
- El cuento del domingo (1984)
- La pezuña del diablo (1983)
- La tía Julia y el escribidor (1981)
- La abuela (1978)
- Pájaro ángel (1974)
- Cosa juzgada (1969)
- Martín Fierro (1967)
- Los Vecinos (1966)
- Tres destinos (1966)
- Las Chicas (1965)
- Yo soy porteño (1963)
- Yerma (1963)
- La Familia Falcón (1962)
- Judith (1961)
- Historia de jóvenes (1959)

## Filmografía
Director
- Los herederos (1970) (Cine)